# Comuna Potapți, Kaniv
Potapți (în ucraineană Потапці) este o comună în raionul Kaniv, regiunea Cerkasî, Ucraina, formată din satele Lazirți, Pîșcealnîkî și Potapți (reședința).

## Demografie
Componența lingvistică a comunei Potapți
     Ucraineană (96,78%)
     Rusă (2,89%)
     Alte limbi (0,16%)
Conform recensământului din 2001, majoritatea populației comunei Potapți era vorbitoare de ucraineană (96,78%), existând în minoritate și vorbitori de rusă (2,89%).